# Buonaventura Ligli

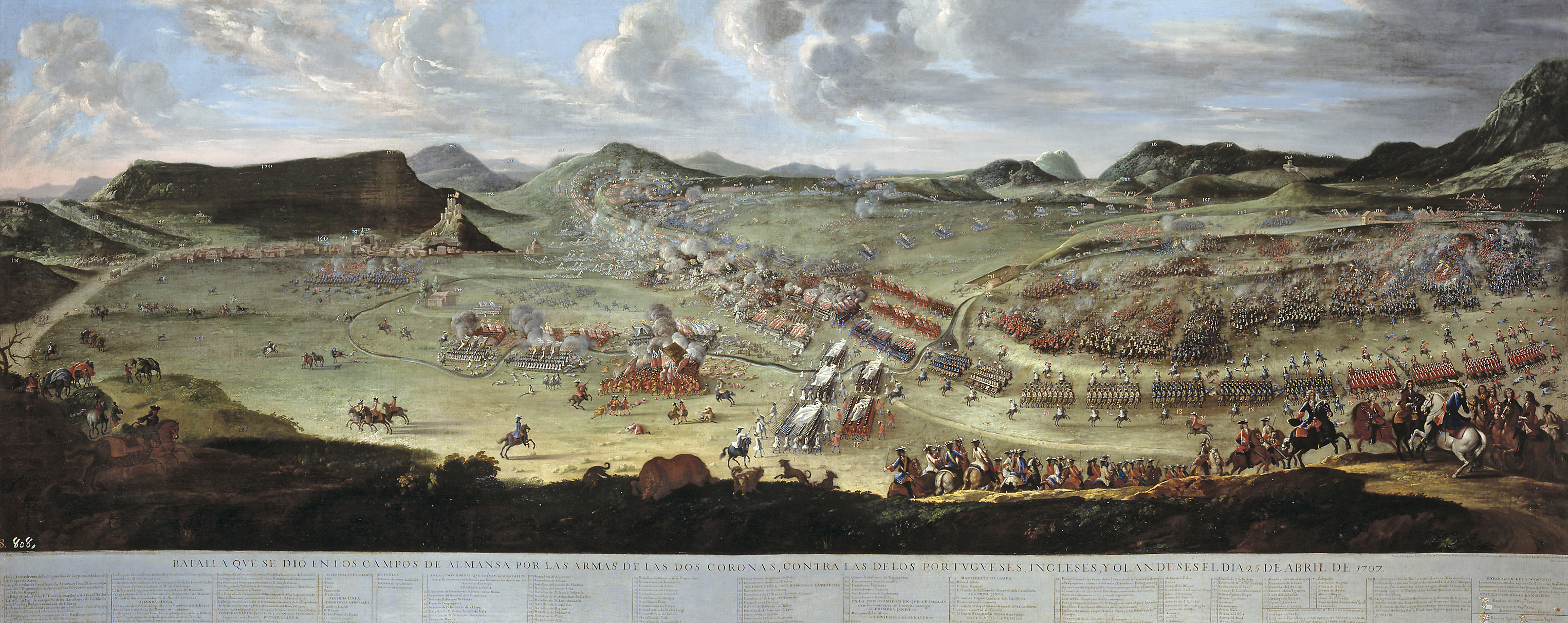
Batalla que se dio en los campos de Almansa por las armas de las dos coronas, contra las de los portugueses, ingleses y olandeses (sic) el día 25 de abril de 1707, óleo de Buonaventura Ligli y Filippo Pallotta (ingeniero), 1709, Museo del Prado.

Buonaventura Ligli (Verona, c. 1688-Zamora, 1732) fue un pintor italiano establecido en España, donde se le conocerá como Ventura Lirios o Ventura de Lirios, nombre que él mismo utilizó para firmar alguna de sus obras.
La primera noticia impresa procede de Antonio Ponz quien, a su paso por Béjar, pudo ver en el palacio de sus duques varias pinturas, «así en quadros, como en las paredes», de las que comentó:

«y representan asuntos de batallas, y otros diferentes. Las hizo un Italiano llamado Ventura Lirios (acaso sería Ligli), que dicen traxo uno de los Duques difunto. Son obras de mediano mérito; y manifiestan que dicho profesor estudió en las de Jordán».

Sin otra información, Ceán Bermúdez lo hizo discípulo de Luca Giordano y sostuvo, además, que lo había llamado de Italia el duque de Béjar para trabajar en su palacio, donde, decía,  pintó al fresco varias estancias con «batallas y otras cosas con más libertad que exactitud».
La primera obra conservada y fechada con precisión es, sin embargo, un encargo del rey Felipe V: la representación de la batalla de Almansa, propiedad del Museo del Prado, para la que, según indica la firma, contó con los apuntes e indicaciones del ingeniero y topógrafo Filippo Pallotta, testigo de vista de la batalla. Pedro de Madrazo en su Catálogo de los cuadros del Real museo de pintura y escultura de S.M., primitivo catálogo del Prado donde el cuadro ingresó procedente de la colección real con el n.º 8, lo describía como:

«un plano topográfico del lugar en que se dio aquella memorable batalla ganada por las armas del rey Felipe V, y demostrativo de las diversas posiciones que ocuparon los ejércitos».

En 1711 Ligli llegó a Béjar al servicio del duque Juan Manuel López de Zúñiga, con quien durante años mantuvo correspondencia acerca de las obras que se le encargaron. Así se documenta la ejecución en 1719 de las pinturas para el cubo de san Andrés del palacio ducal, además de una serie amplia de cuadros sobre la vida de san Eustaquio, perdido todo ello como el resto de los murales pintados para el palacio. Un año después dibujó un mapa de los molinos y batanes del río Cuerpo de Hombre por encargo del duque, que tenía desde 1711 un pleito contra Juan del Carpio por el aprovechamiento de las aguas, dibujo conservado en el archivo de la Real Chancillería de Valladolid, y en 1726 pintó una célebre Vista de Béjar, testimonio fidedigno de la histórica ciudad conservado en Sevilla en posesión de los descendientes de los duques.

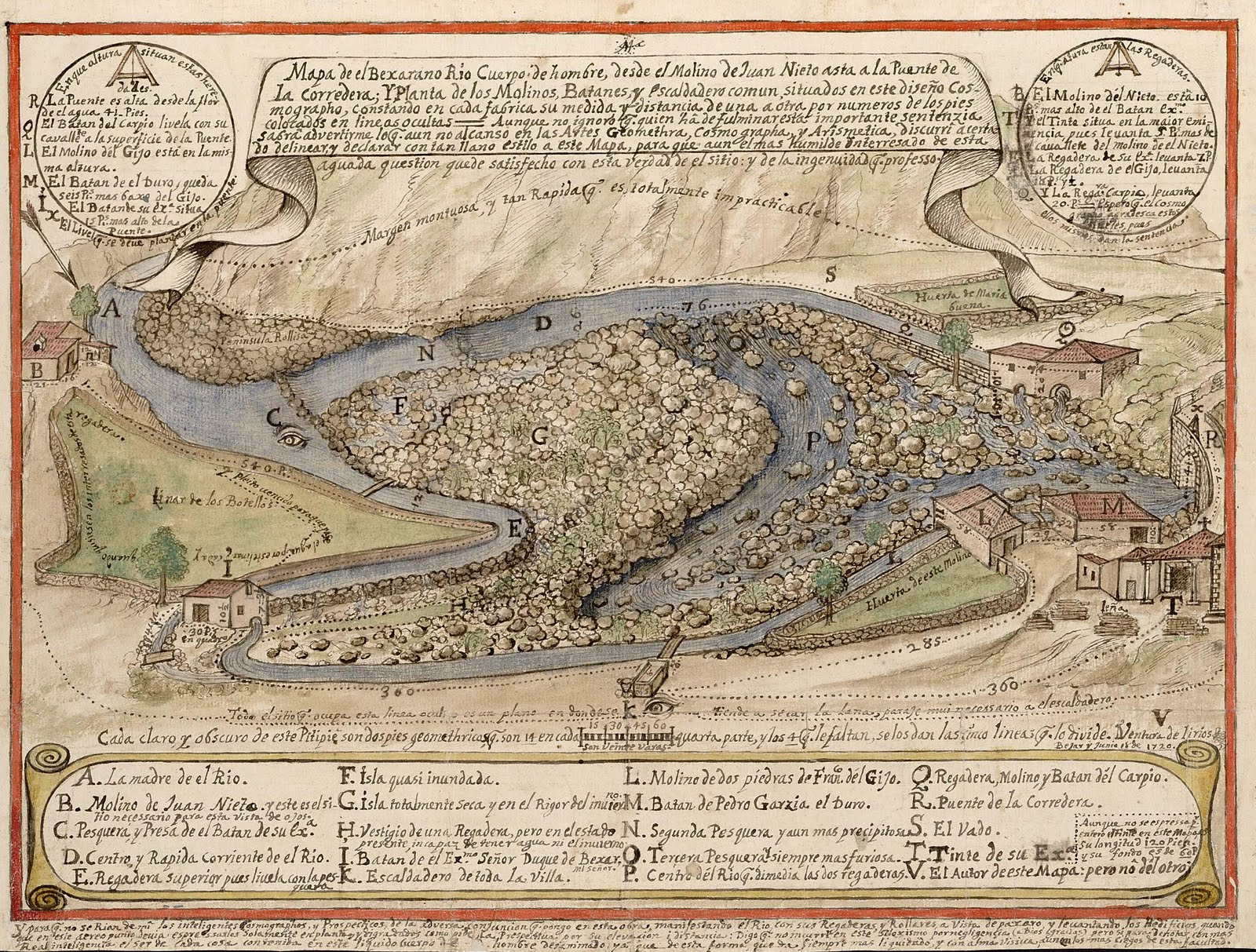
Mapa de el bexarano Río Cuerpo de hombre, desde el Molino de Juan Nieto asta (sic) la Puente de la Corredera, firmado «Ventura de Lirios (rúbrica)/ Bejar y junio 18 de 1720», Archivo de la Real Chancillería de Valladolid.